# Aufbauliga 1994 (football americano)
La Aufbauliga 1994 è stata la 7ª edizione del campionato di football americano di secondo livello, organizzato dalla SAFV.

## Squadre partecipanti
| Club                | Città    | Stadio | Sponsor ufficiale | Risultato nella stagione 1993 |
| ------------------- | -------- | ------ | ----------------- | ----------------------------- |
| Delémont Dragons    | Delémont |        |                   |                               |
| Gland Scorpions     | Gland    |        |                   |                               |
| Hurricanes Sarnen   | Sarnen   |        |                   |                               |
| Landquart Broncos   | Igis     |        |                   | Terzo posto in Prima Lega     |
| Olten River Rats    | Olten    |        |                   |                               |
| Wohlen Thunderbirds | Wohlen   |        |                   | Quarto posto in Prima Lega    |

## Stagione regolare

### Calendario

#### 1ª giornata
| 10 aprile 1994 | Hurricanes Sarnen | 12 – 54 | Landquart Broncos |  |

| 10 aprile 1994 | Olten River Rats | 0 – 14 | Wohlen Thunderbirds |  |

| 10 aprile 1994 | Gland Scorpions | 34 – 0 | Delémont Dragons |  |

#### 2ª giornata
| 17 aprile 1994 | Delémont Dragons | 20 – 8 | Hurricanes Sarnen |  |

| 17 aprile 1994 | Wohlen Thunderbirds | 0 – 8 | Gland Scorpions |  |

#### 3ª giornata
| 24 aprile 1994 | Gland Scorpions | 50 – 0 | Hurricanes Sarnen |  |

| 24 aprile 1994 | Landquart Broncos | 20 – 0 | Delémont Dragons |  |

#### 4ª giornata
| 1º maggio 1994 | Gland Scorpions | 42 – 0 | Olten River Rats |  |

| 1º maggio 1994 | Wohlen Thunderbirds | 12 – 8 | Delémont Dragons |  |

#### 5ª giornata
| 7 maggio 1994 | Landquart Broncos | 48 – 8 | Olten River Rats |  |

| 8 maggio 1994 | Hurricanes Sarnen | 19 – 38 | Wohlen Thunderbirds |  |

#### 6ª giornata
| 15 maggio 1994 | Delémont Dragons | 0 – 26 | Gland Scorpions |  |

| 15 maggio 1994 | Olten River Rats | 9 – 22 | Hurricanes Sarnen |  |

#### 7ª giornata
| 23 maggio 1994 | Landquart Broncos | 20 – 0 | Gland Scorpions |  |

#### 8ª giornata
| 29 maggio 1994 | Wohlen Thunderbirds | 47 – 0 | Olten River Rats |  |

#### 9ª giornata
| 4 giugno 1994 | Landquart Broncos | 19 – 20 | Wohlen Thunderbirds |  |

| 5 giugno 1994 | Olten River Rats | 0 – 0 | Delémont Dragons |  |

#### 10ª giornata
| 12 giugno 1994 | Hurricanes Sarnen | 3 – 27 | Olten River Rats |  |

| 12 giugno 1994 | Gland Scorpions | 14 – 12 | Landquart Broncos |  |

| 12 giugno 1994 | Delémont Dragons | 22 – 24 | Wohlen Thunderbirds |  |

#### 11ª giornata
| 19 giugno 1994 | Delémont Dragons | 8 – 18 | Landquart Broncos |  |

| 19 giugno 1994 | Wohlen Thunderbirds | 36 – 6 | Hurricanes Sarnen |  |

#### 12ª giornata
| 26 giugno 1994 | Olten River Rats | 0 – 28 | Landquart Broncos |  |

#### 13ª giornata
| 3 luglio 1994 | Hurricanes Sarnen | 0 – 32 | Gland Scorpions |  |

### Classifica
La classifica della regular season è la seguente:
- PCT = percentuale di vittorie, G = partite giocate, V = partite vinte, N = partite pareggiate, P = partite perse, PF = punti fatti, PS = punti subiti
- La squadra vincitrice è indicata in verde

| Pos. | Squadra             | PCT  | G | V | N | P | PF  | PS  |
| ---- | ------------------- | ---- | - | - | - | - | --- | --- |
| 1    | Gland Scorpions     | .875 | 8 | 7 | 0 | 1 | 206 | 32  |
| 2    | Wohlen Thunderbirds | .875 | 8 | 7 | 0 | 1 | 191 | 82  |
| 3    | Landquart Broncos   | .750 | 8 | 6 | 0 | 2 | 219 | 62  |
| 4    | Delémont Dragons    | .188 | 8 | 1 | 1 | 6 | 58  | 142 |
| 5    | Olten River Rats    | .188 | 8 | 1 | 1 | 6 | 44  | 204 |
| 6    | Hurricanes Sarnen   | .125 | 8 | 1 | 0 | 7 | 70  | 266 |

## Verdetti
- Gland Scorpions Campioni Aufbauliga 1994